# O koniach wschodnich
O koniach wschodnich i wywodzących się z ras orientalnych (fr. Sur les chevaux orientaux et provenants des races orientales) – dzieło Wacława Seweryna Rzewuskiego z początku XIX w. opisujące Półwysep Arabski.
W latach 1817–1819 Wacław Rzewuski odbył podróż do Syrii, gdzie zamieszkał w Aleppo. Stamtąd wyruszał na kolejne wyprawy m.in. do Cylicji, Palestyny i przede wszystkim do Nadżdu, krainy w środkowej części Półwyspu Arabskiego. Na podstawie zebranych informacji Rzewuski napisał w latach 1820–1830 trzytomowe dzieło w języku francuskim poświęcone nie tylko tytułowym rasom koni, ale także zawierające liczne informacje o kulturze ludów zamieszkujących ówcześnie obszar Arabii. Autor ozdobił tekst własnoręcznymi ilustracjami.
Dzieło za życia Rzewuskiego nie było publikowane, zaś rękopis pozostał w posiadaniu rodziny. W latach 20. XX w. Adam Rzewuski sprzedał rękopis Bibliotece Narodowej. Od 2024 rękopis prezentowany jest na wystawie stałej w Pałacu Rzeczypospolitej.
Fragmenty w języku francuskim były publikowane wielokrotnie. Jednak dopiero w 2017 tekst został opublikowany przez Bibliotekę Narodową w całości z tłumaczeniem na język polski i angielski. Ta pięciotomowa naukowa edycja została przygotowana na zlecenie Qatar Museums. Oprócz tekstów i rysunków samego Rzewuskiego zawiera też eseje specjalistów wielu dziedzin, opisujące różne aspekty życia, dzieła i świata Rzewuskiego. Szata graficzna książki, przygotowana przez Aleksandrę Toborowicz, została uhonorowana wieloma nagrodami.